# La Vancelle
La Vancelle település Franciaországban, Bas-Rhin megyében. Lakosainak száma 403 fő (2022. január 1.). La Vancelle Châtenois, Kintzheim, Neubois, Lièpvre és Rombach-le-Franc községekkel határos.

## Népesség
A település népességének változása:
| Lakosok száma | 385  | 406  | 425  | 402  | 402  | 401  | 401  | 400  | 403  |
|               | 2013 | 2015 | 2016 | 2017 | 2018 | 2019 | 2020 | 2021 | 2022 |